# Jorge Vidal (cantante)
Jorge Vidal (Buenos Aires, Argentina, 12 de agosto de 1924 - Ib., 14 de septiembre de 2010) fue un cantor de tango argentino.
Tuvo una dilatada carrera artística que incluyó su participación en varias películas. Cultivó un neto estilo gardeliano, no solo por su fraseo, sino también por su figura, al punto que solía concurrir al Hipódromo de Palermo, vestido como acostumbraba Carlos Gardel.

## Biografía
Vivió sus primeros años con sus padres Estanislao Vidal, oriundo de la provincia de San Luis y Damiana Lucero, nacida en la provincia de Mendoza, y tres hermanas, en el barrio porteño de Caballito y mientras cursaba la escuela primaria comenzó a estudiar canto y guitarra en el Conservatorio Marini.
Practicaba fútbol y llegó a jugar en 1942 en la quinta división del Club Atlético San Lorenzo de Almagro. 
Siguió estudios secundarios en el colegio Rivadavia y posteriormente en la Escuela Naval Militar de Río Santiago en la promoción 74 de la cual fue expulsado en 1947 al producirse una silbatina en el cine de dicho Instituto al proyectarse un noticiero con la imagen de Eva Perón.

## Su vinculación con el tango
En 1945 salió sin permiso de la Escuela Naval para presentarse en un concurso de cantores en el teatro Smart y obtuvo el primer premio, lo que impulsa su vocación de vocalista tanguero. Es así que, ya con el nombre de Jorge Vidal, en 1946 debutó formando dúo con Luis Peralta en la confitería La Paz, ubicada frente a las barrancas de Belgrano. Tuvo un gran éxito ensombrecido por el homicidio esa misma noche del propietario del lugar por una puñalada asestada por un concurrente ebrio.
Actuó más adelante en el Café Argentino, en el barrio de Chacarita, acompañado por el cuarteto de guitarras de Jaime Vila. Un salto en su carrera ocurre cuando lo escuchan los bandoneonistas de la orquesta de Osvaldo Pugliese, Osvaldo Ruggiero y Jorge Caldara, y lo recomiendan al director. Pugliese lo escucha y le propone incorporarse a su orquesta, con la que debuta en 1949 en el Racing Club de Avellaneda. En ese momento el otro cantor de la orquesta era Alberto Morán, pero nunca registraron un dúo. Con Pugliese aprendió muchas cosas, entre ellas a respetar el ritmo, y grabó ocho temas para el sello Odeon (entre ellos, Puente Alsina) antes de desvincularse, a principio de 1951.
Continuó su carrera como solista en la confitería La Armonía de la Avenida Corrientes, acompañado por las guitarras de los hermanos Remersaro, Rafael Moreno y Jaime Vila. Por otra parte, entre 1951 y 1955 grabó seis temas con la orquesta de Argentino Galván. Fue primera figura en los cabarés "Maipú Pigall" y "Casanova", donde realizaba el show central alternando con el también solista Ángel Vargas.
Vidal también actuó en Radio Splendid y Radio Belgrano e hizo apariciones en televisión. Debutó en cine con el papel protagónico en 1956 en El tango en París,  junto a Olinda Bozán, Enrique Serrano, Julia Sandoval y otros importantes artistas, con dirección de Arturo S. Mom. En teatro trabajó en Yo soy Juan Tango (1957) y la última comedia musical de Francisco Canaro Tangolandia, con Tito Lusiardo, María Ester Gamas, Alba Solís, Beba Bidart y Juan Carlos Copes.
En 1958 viajó a los Estados Unidos y actuó en el famoso Show de Sullivan. Luego de un frustrado retorno a Argentina en 1965, volvió a Estados Unidos, donde trabajó en importantes escenarios como el Carnegie Hall, la Metropolitan Opera House, el hotel Sheraton y el Waldorf-Astoria de Nueva York, hasta 1969.

## Grabaciones
A partir de junio de 1951 inició un extenso ciclo de grabaciones para los sellos Pampa, Odeon, American Records (USA) y Ricky (EE. UU.). Desde junio de 1972 hasta 1974 grabó para el sello Magenta y luego volvió a grabar para los sellos Almalí y Lucero.
En Estados Unidos hizo grabaciones entre 1966 y 1967 acompañado por músicos estadounidenses y en algunas ocasiones por la orquesta de Enrique Méndez. En España grabó «El día que me quieras» en 1970 acompañado por la orquesta de Waldo de los Ríos, versión editada dos años después por el sello Magenta en Argentina.
En 1986 fundó la Asociación Argentina de Cantantes, de la que fue presidente. Entre las piezas que compuso se destacan «Cuando yo me vaya», «Palpitando el escolazo» y «Gripe liviana». La Legislatura de la Ciudad de Buenos Aires le otorgó la distinción de Ciudadano ilustre de la Ciudad de Buenos Aires.

## Sus opiniones
Vidal contó en un reportaje que en 1960 coprodujo el sainete de Vaccarezza: Juancito de la Ribera, ocasión en que Luis Sandrini a cargo de la puesta en escena, le aconsejó: «Cuando uno habla, tiene más valor el silencio de la pausa que el sonido de la palabra», agregando que eso lo aplicó al canto y reconoció el resultado.
En el mismo reportaje dijo que los temas que más éxito tuvieron fueron: Tres esperanzas, Confidencias y las milongas festivas. Los que más le gustaban al cantor eran «Pa' mí es igual», «Si se salva el pibe» y «Oración rante» pero finalmente los sacó del repertorio porque se entregaba tanto, sentía tanto la letra, que terminaba con taquicardia. Para él, el cantor más grande, fuera de discusión, fue Gardel. Luego, Oscar Alonso, Alberto Marino, el gran amigo que le dio el tango y Edmundo Rivero. La mejor orquesta, la de Aníbal Troilo, que quería a sus cantores y ponía al servicio de ellos toda la orquesta, pasando desapercibido para que ellos se lucieran.

## Filmografía
- Otra cosa es con guitarra (1949)
- El tango en París (1956)